# Fayetteville (Arkansas)
Fayetteville – miasto (city), ośrodek administracyjny hrabstwa Washington, w północno-zachodniej części stanu Arkansas, w Stanach Zjednoczonych, położone na wyżynie Ozark, nad rzeką White. Według danych z 2021 roku liczy 95,2 tys. mieszkańców i jest drugim co do wielkości miastem Arkansas. Razem z miastami Springdale i Rogers tworzą obszar metropolitalny obejmujący 558,5 tys. mieszkańców. 
W Fayetteville swoją siedzibę ma Uniwersytet Arkansas (zał. 1871), który słynie z sukcesów i prestiżowych programów biegowych i lekkoatletycznych. Pagórkowata sceneria miasta i liczne szlaki sportowe sprawiły, że Fayetteville zyskało przydomek „Track Capital of the World” (Światowej Stolicy Szlaków).
Zostało uznane przez US News za siódme najbardziej pożądane miejsce do życia w Stanach Zjednoczonych, w latach 2022–2023. 
Przez miasto przebiega autostrada międzystanowa nr 49.

## Historia
W 1828 roku obszar ten wyznaczony został pod budowę stolicy nowo powołanego hrabstwa Washington. Osada początkowo nazwana Washington Courthouse, w 1829 roku została przemianowana, by odróżnić je od istniejącego już miasta Washington w hrabstwie Hempstead. Nowa nazwa pochodziła od Fayetteville w stanie Tennessee, skąd pochodziło dwóch radnych. Oficjalne założenie Fayetteville nastąpiło w 1836 roku, w 1859 roku uzyskało ono status miasta, który utraciło w 1867 roku, by odzyskać go w 1906 roku.

## Demografia
Struktura rasowa miasta przedstawia się następująco: biali nielatynoscy – 76,8%, rasy mieszanej – 7,7%, Latynosi – 7,5%, czarni lub Afroamerykanie – 5,9%, Azjaci – 2,8% i rdzenna ludność Ameryki – 0,7%. 